# Xaver Schlager
Xaver Schlager (phát âm tiếng Đức: [ˈksaːvɐ ˈʃlaːɡɐ]; sinh ngày 28 tháng 9 năm 1997) là một cầu thủ bóng đá chuyên nghiệp người Áo thi đấu ở vị trí tiền vệ cho câu lạc bộ RB Leipzig tại Bundesliga và đội tuyển quốc gia Áo.

## Thống kê sự nghiệp

### Câu lạc bộ
Tính đến ngày 15 tháng 3 năm 2024
| Club              | Season       | League                | League | League | Cup  | Cup   | Continental | Continental | Other | Other | Total | Total |
| Club              | Season       | Division              | Apps   | Goals  | Apps | Goals | Apps        | Goals       | Apps  | Goals | Apps  | Goals |
| ----------------- | ------------ | --------------------- | ------ | ------ | ---- | ----- | ----------- | ----------- | ----- | ----- | ----- | ----- |
| FC Liefering      | 2014–15      | Austrian First League | 11     | 0      | —    | —     | —           | —           | —     | —     | 11    | 0     |
| FC Liefering      | 2015–16      | Austrian First League | 22     | 3      | —    | —     | —           | —           | —     | —     | 22    | 3     |
| FC Liefering      | 2016–17      | Austrian First League | 11     | 4      | —    | —     | —           | —           | —     | —     | 11    | 4     |
| FC Liefering      | 2017–18      | Austrian First League | 2      | 0      | —    | —     | —           | —           | —     | —     | 2     | 0     |
| FC Liefering      | Total        | Total                 | 46     | 7      | —    | —     | —           | —           | —     | —     | 46    | 7     |
| Red Bull Salzburg | 2015–16      | Austrian Bundesliga   | 2      | 0      | 0    | 0     | 0           | 0           | —     | —     | 2     | 0     |
| Red Bull Salzburg | 2016–17      | Austrian Bundesliga   | 13     | 1      | 2    | 0     | 2           | 1           | —     | —     | 17    | 2     |
| Red Bull Salzburg | 2017–18      | Austrian Bundesliga   | 26     | 1      | 4    | 0     | 14          | 0           | —     | —     | 44    | 1     |
| Red Bull Salzburg | 2018–19      | Austrian Bundesliga   | 26     | 5      | 6    | 2     | 12          | 1           | —     | —     | 44    | 8     |
| Red Bull Salzburg | Total        | Total                 | 67     | 7      | 12   | 2     | 28          | 2           | —     | —     | 107   | 11    |
| VfL Wolfsburg II  | 2019–20      | Regionalliga Nord     | 1      | 0      | —    | —     | —           | —           | —     | —     | 1     | 0     |
| VfL Wolfsburg     | 2019–20      | Bundesliga            | 23     | 1      | 0    | 0     | 5           | 0           | —     | —     | 28    | 1     |
| VfL Wolfsburg     | 2020–21      | Bundesliga            | 32     | 2      | 3    | 0     | 3           | 0           | —     | —     | 38    | 2     |
| VfL Wolfsburg     | 2021–22      | Bundesliga            | 14     | 0      | 1    | 0     | 0           | 0           | —     | —     | 15    | 0     |
| VfL Wolfsburg     | Total        | Total                 | 69     | 3      | 4    | 0     | 8           | 0           | —     | —     | 81    | 3     |
| RB Leipzig        | 2022–23      | Bundesliga            | 22     | 1      | 4    | 0     | 7           | 0           | 0     | 0     | 33    | 1     |
| RB Leipzig        | 2023–24      | Bundesliga            | 23     | 0      | 2    | 0     | 8           | 1           | 1     | 0     | 34    | 1     |
| RB Leipzig        | Total        | Total                 | 45     | 1      | 6    | 0     | 15          | 1           | 1     | 0     | 67    | 2     |
| Career total      | Career total | Career total          | 228    | 18     | 22   | 2     | 51          | 3           | 1     | 0     | 302   | 23    |

1. 1 2 3 4  Appearance(s) in UEFA Europa League
2. ↑  Four appearances in UEFA Champions League, eight appearances one goal in UEFA Europa League
3. 1 2  Appearance(s) in UEFA Champions League
4. ↑  Appearance in DFL-Supercup

### Quốc tế
Tính đến ngày 26 tháng 3 năm 2024
| Đội tuyển quốc gia | Năm  | Trận | Bàn |
| ------------------ | ---- | ---- | --- |
| Áo                 | 2018 | 7    | 1   |
| Áo                 | 2019 | 3    | 0   |
| Áo                 | 2020 | 6    | 0   |
| Áo                 | 2021 | 7    | 0   |
| Áo                 | 2022 | 9    | 2   |
| Áo                 | 2023 | 8    | 0   |
| Áo                 | 2024 | 2    | 1   |
| Tổng               | Tổng | 43   | 4   |

#### BÀn thắng quốc tế
Tính đến ngày 26 tháng 3 năm 2024
Bàn thắng và kết quả của Áo được để trước.
| #  | Ngày                 | Địa điểm                              | Đối thủ     | Bàn thắng | Kết quả | Giải đấu                    |
| -- | -------------------- | ------------------------------------- | ----------- | --------- | ------- | --------------------------- |
| 1. | 18 tháng 11 năm 2018 | Windsor Park, Belfast, Bắc Ireland    | Bắc Ireland | 1–0       | 2–1     | UEFA Nations League 2018–19 |
| 2. | 6 tháng 6 năm 2022   | Sân vận động Ernst Happel, Vienna, Áo | Đan Mạch    | 1–1       | 1–2     | UEFA Nations League 2022–23 |
| 3. | 20 tháng 11 năm 2022 | Sân vận động Ernst Happel, Vienna, Áo | Ý           | 1–0       | 2–0     | Giao hữu                    |
| 4. | 26 tháng 3 năm 2024  | Sân vận động Ernst Happel, Vienna, Áo | Thổ Nhĩ Kỳ  | 1–0       | 6–1     | Giao hữu                    |

## Danh hiệu
Red Bull Salzburg
- Austrian Bundesliga: 2015–16, 2016–17, 2017–18, 2018–19 [6]
- Cúp quốc gia Áo: 2015–16, 2016–17, 2018–19 [6]

RB Leipzig
- DFB-Pokal: 2022–23 [7]
- Siêu cúp DFL: 2023 [8]